# Termocettori
I termocettori sono recettori sensoriali che permettono di percepire la termocezione, ossia il senso con il quale un organismo percepisce la temperatura e i suoi cambiamenti. Questi recettori sensoriali si attivano sopra i 30 °C per mandare segnali di calore al sistema nervoso centrale, ma arrivati a 45 °C cessano di funzionare. In generale, avvisano degli stimoli termici provenienti dalla periferia. Essi costituiscono le terminazioni periferiche dei nervi sensitivi mediante i quali gli stimoli termici raggiungono il sistema nervoso centrale. 
I termocettori sono presenti in diverse zone dell'organismo e avvertono il grado di temperatura con cui sono a contatto, per questo la termoregolazione è sotto il loro controllo. Sono studiati in fisiologia.